# Universitatea Națională de Știință și Tehnologie Politehnica București
Universitatea Națională de Știință și Tehnologie Politehnica București este o instituție de învățământ superior de stat care a apărut în 2023 în urma fuziunii Universității din Pitești cu Universitatea Politehnică din București.